# Лебедев, Алексей Евгеньевич
Алексей Евгеньевич Лебедев (род.  5 марта 1952, Ленинград) — советский и российский кинорежиссёр

.

## Биография
Алексей Лебедев родился в Ленинграде в семье актёра Евгения Лебедева и Нателы Товстоноговой. В 1975 году окончил режиссёрский факультет ЛГИТМиКа, в 1979 году — режиссёрское отделение ВСКР (мастерская А. Митты). С 1979 года — режиссёр киностудии «Ленфильм».
Дипломная работа — короткометражка «Личное свидание». С 1982 году начал снимать полнометражное игровое кино. Первый полнометражный игровой фильм — лирическая комедия «Сеанс одновременной игры» с участием Евгения Леонова-Гладышева и Евгении Симоновой.
Затем в 1990 году режиссёр снял криминальную мелодраму «Фуфло», главную роль в которой исполнил Андрей Руденский. В этом фильме Алексей Лебедев исследовал проблему деградации личности человека.
Кроме того, снял ряд документальных фильмов на студии Документальных фильмов (1997-2000), в их числе и картину «Рок-н-ролл жив». Принимал участие в проекте, посвящённом 300-летию Санкт-Петербурга. С 2004-2005 гг. также снимает телесериалы.

## Фильмография

### Режиссёр
- 1979 — Личное свидание
- 1982 — Сеанс одновременной игры
- 1989 — Фуфло
- 2004 — 2006 — Опера. Хроники убойного отдела
- 2006 — Синдикат
- 2008 — Братья
- 2009 — Дилер
- 2011 — Защита свидетелей
- 2012 — Личные обстоятельства